# Divinas palabras (pel·lícula de 1978)
Divinas palabras és una pel·lícula mexicana dirigida per Juan Ibáñez, basada en el drama homònim de Ramón del Valle-Inclán. Va ser estrenada en 1978, protagonitzada per Silvia Pinal i Mario Almada.

## Argument
Mari Gaila (Silvia Pinal), és una adúltera entre esparracats, lladres, prostitutes, nans i altres éssers deformis, en un rar quadre situat en un país i un temps imprecisos. El seu marit és un pobre sagristà que acorda amb altres parents fer negoci amb l'exhibició del seu nebot orfe, un nan retardat mental. Sorpresa en ple adulteri amb el seu amant, Mari Gaila és engabiada nua i portada davant el seu marit, que creu salvar la seva esposa recitant això de Qui estigui lliure de culpes....

## Repartiment
- Silvia Pinal com a Mari Gaila
- Mario Almada com a Séptimo Miau
- Rita Macedo com a Benita la costurera
- Guillermo Orea com a Pedro Galio
- Martha Zavaleta com a Tatula
- Martha Verduzco com a Marica
- Carmen Flores com a Simoniña
- Xavier Estrada com a Laureano

## Comentaris
Aquesta trama de Valle-Inclán, ja havia donat al jove director mexicà Juan Ibáñez un gran èxit quan la va portar al teatre abans d'iniciar-se com a director amb Los caifanes (1966), cinta cridanera i renovadora. L'actriu Silvia Pinal va revelar: "Aquesta pel·lícula jo l'anava a fer amb Luis Buñuel a Espanya, però va tenir problemes de drets d'autor. Els hereus, sobretot un germà que era professor als Estats Units, no van voler vendre-la-hi, encara que Buñuel havia estat amic de Vall-Inclán. Ja ens havíem resignat a no fer-la, quan Ibáñez va aparèixer amb els drets comprats. I la va filmar a Mèxic, però després va tenir problemes amb l'exhibició internacional."

## Premis
Als XX edició dels Premis Ariel va rebre el premi Ariel a la millor fotografia.